# Spruceanthus wiggintonii
Spruceanthus wiggintonii là một loài Rêu trong họ Lejeuneaceae. Loài này được A.E.D. Daniels, Kariyappaa & P. Daniel mô tả khoa học đầu tiên năm 2010.